# Champion (Hamois)
Champion is een plaats in de Belgische gemeente Hamois. Champion ligt in de provincie Namen.